# Oxychloridy
Oxychloridy jsou chemické sloučeniny, které v molekule obsahují zároveň chloridové a oxidové anionty, jsou podskupinou oxyhalogenidů. Obecný vzorec je AOmCln.

## Vlastnosti
Oxychloridy jsou poměrně reaktivní a často reagují s vodou, např.:
O=PCl3 + 3 H2O → O=P(OH)3 + 3 HCl.

## Příklady
- fosgen (oxychlorid uhličitý)
- trichlorid fosforylu (oxychlorid fosforečný)
- chlorid sulfurylu (sulfurylchlorid)